# Уставни суд СФРJ
Уставни суд СФРJ (мкд. Уставен суд на СФРJ, словен. Ustavno sodišče SFRJ) био је орган уставне контроле у Социјалистичкој Федеративној Републици Југославији, који је постојао од 1963. до 1992. године.

## Стварање
Прије оснивања Уставног суда 1963, Врховни суд ФНРЈ је вршио општру контролу над устаношћу и законитошћу у Југославији, али није вршио потпуну провјеру уставности закона, већ се ограничавао на пуко констатовање утврђених неслагања. У будућности су сва питања уставности и усклађености закона са важећим уставом рјешавана на парламентарном нивоу политичким путем у Савезној скупштини и републичким скупштинама. Када је постало јасно да такав модел није у стању да ријеши многа проблематична питања, јавила се потреба за стварање посебног владиног органа, позваног да врши уставну контролу. Истовремено, идеја о стварању таквог органа била је у то вријеме подвргнута општим критикама професионалне правне заједнице, као супротна принципу јединства државе власти који постоји у социјалистичким државама. Чињеница да је у социјалистичком моделу државне организације принцип подјеле власти није био признат и стога је судска контрола над парламентом била страна овом систему
До оснивања Уставног суда је у великој мјери дошло захваљујући Титовој подршци, који је мислио да спорове и неслагања у југословенском друштву треба рјешавати објективним судским поступцима, а не политичким средствима. Уставна комисија Савезне скупштине, која је саставила Устав из 1963, такође је потврдила, да ће стварање уставног суда допринијети ефективној заштити уставности и законитости свих правних аката, укључујући и акте парламента, чиме ће само ојачати принцип јединства државне власти. У истом духу је говори и Едвард Кардељ, истичући да ће уставни суд бити више дио парламентарног система, него традиционална судска институција.
Југословенски систем уставне контроле био је организован по моделу Уставног суда Западне Њемачке, користећи федерални принцип конструисања органа уставног правосуђа. У оквиру овог модела, поред федералног уставног суда, створени су и самостални уставни судови конститутивних република, а касније и аутономних покрајина. Сваки од уставних судова заступљених на свим нивоу, вршио је функцију уставне контроле федералног или републичког (односно покрајинског) законодавства, без мијешања у међусобне послове.

## Овлашћења и састав
Према Уставу из 1963, федерални уставни суд се састојао од предсједник и десет судија, које је на функцију бирала Савезна скупштина на мандат од 8 година са правом на поновни избор за још један мандат. Сваке четири године, половина састава суда је била подложна обнављању. Уставни суд је имао прилично широка овлашћења: вршио је судску контролу норми, разматрао уставне жалбе грађана и организација, давао тумачење савезног устава и разматрао спорове о компетенцији између уставних органа власти. Као дио своје главне функције, суд је провјеравао не само савезне и републичке законе ради усклађености са Уставом, већ и републичке законе и акте у сфери самоуправе ради усклађености са савезним законима и другим федералним актима. У случају да се утврди да су закони неуставни, уставни суд је одмах обавијестио надлежну скупштину (федералну или републичку) која је усвојила закон о својој одлуци, којој је дато шест мјесеци да уреди закон (овај период је суд могао продужити за још шест мјесеци). Ако, након предвиђеног рока, повриједе закона нису отклоњене, уставни суд је доносио другу одлуку, којом је дејство противрјечног закона потпуно престало и он је губио своју правну снагу. За разлику од закона, када би се утврдило да су други правни акти неуставни, устави суд би их одмах прогласио неважећим и били би поништени. У случају да је суд утврдио противрјечност између републичког устава и одредби Устава СФРЈ, ограничио се на правно мишљење, које је требало упутити Савезној скупштини, која је доносила коначну одлуку о таквом питању. У оквиру надлежности за рјешавање спорова о компетенцији, суд је могао да разматра не само неслагања између савезних и републичку власти, већ и територијалне спорове република. Ради заштите основних људских права и слобода, предвиђена је могућност подношења индивидуалних уставних жалби суду, што је било прилично прогресивно за југословенску државу тог времена. Поред тога, уставни суд је имао могућност да званично разјасни и тумачи уставне норме када је обављао своје функције контроле уставности и законитости.
Такође, било је важно да уставни суд буде овлашћен да покрене било који поступак на сопствену иницијативу, без чекања на релевантне захтјеве субјеката, којима је дато право на жалбу (федерални и републички парламенти, извршна власт, судови, друштвено-политичка удружења, радничке и самоуправне организације).
Устав из 1974. промијенио је састав и постпупак формирања федералног уставног суда. Сада се састојао од предсједник и тринаест судија, чије је кандидатуре предлагало Предсједништво у складу са принципом пропорционалности — по два из сваке републике и по један из сваке аутономне покрајине, а именовали су их равноправно оба вијећа Скупштина на мандат од осам година. Ова процедура формирања суда, иако је одговарала принципу једнаке заступљености свих југословенских народа у федералним органима власти, у пракси није могло допринијети доношењу уравнотежених и непристраних одлука суда јер су случају противрјечности између различитих саставних дијелова федерације на националној или регионалној основи, дјелатност суда у спровођењу уставне правде блокирале би поједине судије како би се бавили интересима својих република или покрајина. Поред тога, овлашћења суда да преиспитује усклађеност републичких и покрајинских закона са федералним законодавством, била су знатно сужена у поређењу са претходним уставом из 1963. године. У случају неслагања између републичких или покрајинских устава и одредби федералног устава, Уставни суд је могао само да упути одговарајуће мишљење Скупштини на рјешавање, ако се утврди противрјечност републичког или покрајинског закона и одредби федералног законодавства, уставни суд не може одлучити о његовој ништавности, али је могао да контактира надлежну републичку или покрајинску скупштину, којој је наложено да независно исправи такву неусаглашеност у року од шест мјесеци. Уставни суд је могао да интервенише и укине противрјечни закон само у ситуацији очигледне неактивности републичке или покрајинске скупштине, након истека рока предвиђеног законом.
Након 1974, Уставни суд је изгубио овлашћење да разматра појединачне уставне жалбе и тумачи устав.
Дјелатност Уставног суда су фактички престале са коначним распадом Југославије 1992. године.